# 大谷光紹
大谷 光紹（おおたに こうしょう、1925年（大正14年）3月9日 - 1999年（平成11年）12月24日）は、浄土真宗の僧で、浄土真宗東本願寺派第25世法主。東京都台東区の東京本願寺（現：浄土真宗東本願寺派本山東本願寺）住職。幼名は光養麿。雅号は愚苑。院号は無稱光院。法名は興如。上皇の従兄、今上天皇の従伯父に当たる。弟は大谷暢順、大谷暢顯、大谷光道。長男は大谷光見。

## 経歴
東本願寺第24世法主（のちに門首）・大谷光暢（闡如）の長男として誕生。母は久邇宮邦彦王の三女で香淳皇后の妹に当たる大谷智子。1934年（昭和9年）、真宗大谷派の法嗣（法主後継者）として得度。1946年（昭和21年）、京都大学文学部史学科を卒業し、その後、アメリカのハーバード大学やコロンビア大学等に留学。なお、1949年（昭和24年）11月23日、昭和天皇の第三皇女で従妹に当たる孝宮和子内親王（光紹の従姉妹）との婚約が決まったと報じられ、光暢も受諾する旨を表明したが、後に破談となった（和子内親王は後に鷹司平通と結婚）。
帰国後は全日本仏教青年会初代会長や、真宗大谷派児童教化連盟総裁などを務め、また、1964年（昭和39年）には、真宗誠照寺派第28世法主・二条秀淳の長女である二条貴代子を妻に迎えた。さらに、1966年（昭和41年）には、真宗大谷派東京別院東京本願寺の住職に就任し、ニューリーダーとして期待され活躍した。
しかし、その後、教義や教団の運営方針、財産問題等を巡り、教団内で保革が対立。改革派が主導権を握った真宗大谷派内局（当局）と光暢らとの確執が表面化した（「お東騒動」）。そして、光暢が京都の東本願寺を真宗大谷派から独立させることを表明すると、これに追従し、1981年（昭和56年）6月15日に、自身が住職を務めていた東京本願寺を真宗大谷派から独立させた。そして、真宗大谷派の規則変更によって消滅させられた東本願寺の法統を継承するとして、1988年（昭和63年）2月29日、東本願寺第25世法主の継承を宣言。同じく真宗大谷派から独立した三百数十ヶ寺の末寺を率いて、「浄土真宗東本願寺派」を結成し、東京本願寺を本山とした。
1999年（平成11年）12月24日、75歳にて逝去。長男大谷光見が東本願寺派を継いで第26世法主となる。

## 著書
- 『＜弥陀＞をたのめ－本願は未来をひらく』（春秋社・2005年）
- 『歎異抄講座・第3巻 』共著・東本願寺教学研究所東京分室歎異抄を聞く会編（彌生書房・1971年）
- 『こころの軌跡－わが信仰と思索』（講談社・1967年）
- 『真宗と人間－大谷光紹集』（教育新潮社・1966年）
- 『現代に生きる宗祖親鸞－正像末和讃入門』（サンケイ新聞出版局・1966年）
- 『南無阿彌陀佛の心』（春秋社・1964年）
- 『現代しんらん講座・第1巻』共著・東本願寺教学研究所東京分室編（普通社・1963年）
- 『現代人の佛道』（文化時報社・1961年）